# Букшпан, Яков Маркович
Яков Маркович Букшпан (16 апреля 1887, Лодзь, Петроковская губерния — 14 апреля 1939, Московская область) — русский и советский экономист.

## Биография
Родился в Лодзи, в еврейской семье. Окончил Кишинёвскую 2-ю мужскую гимназию, в 1912 году — экономический факультет Петербургского политехнического института со степенью кандидата после защиты выпускной работы «Мелкая промышленность России». В Германии защитил диссертации по экономике на степени магистра, и затем доктора.
В Германии познакомился с выпускницей бестужевских женских курсов Сарой Гиреевной Ахмеровой, татаркой по национальности, приехавшей в Германию для продолжения образования. С началом Первой мировой войны Яков Букшпан и Сара Ахмерова вернулись в Россию. По словам сына Якова и Сары, свадьба состоялась ещё в Германии. Однако, как сообщают татарские источники, Сара была в юности очень религиозна, хорошо знала арабскую письменность, читала Коран. Поэтому свадьба была проведена по татарским обычаям, и для этого, якобы, Я. М. Букшпан принял магометанство. Однако позднее, живя в Москве, Сара перешла в католичество, что вызвало отторжение у её казанских родственников. История последовательного обращения семьи Букшпанов в католическую веру описана Г. А. Леманом. По его словам, первой обратилась в христианство Сара. На неё оказал решающее влияние двоюродный брат Лемана, униатский священник Владимир Владимирович Абрикосов, с которым Букшпаны жили в одном доме на Причистенском бульваре. Как-то Букшпан, встретившись с Леманом у Бердяева (это позволяет датировать эпизод не позднее, чем августом 1922 года), пригласил его к себе. Оказалось, что Яков Маркович решил устроить религиозный диспут, выбирая какую ему принять веру — католичество или православие. Православных на этом диспуте кроме Лемана представляли С. А. Котляревский и В. Н. Муравьев, им противостояла, как писал Леман, «его [Я. М.] волевая жена, притом довольно красно говорившая, милейшая Сарра Гиреевна, [которая] была для нас непобедимой противницей». «Надо, однако, сознаться, — вспоминает Леман, — что для нас, защитников православия, „диспут“ в конечном счете окончился довольно плачевно: Букшпан принял католичество». Все дети Букшпанов — Павел, Мария, Татьяна и старшая Зоя получили католическое религиозное воспитание.
Букшпан работал на кафедре политэкономии Санкт-Петербургского политехнического института. Печатался в «Дне», «Речи», Биржевых ведомостях, «Вестнике финансов», Торгово-промышленной газете и других изданиях. В 1915—1917 годы — редактор «Известий особого совещания по продовольствию», а в 1916—1917 — редактор «Известий особого совещания по топливу». Числился он также статистиком-экономистом управления делами Особого совещания по продовольствию.
В 1919 году по заказу руководства «Национального центра», переданному через С. А. Котляревского, разработал вместе с экономистом Л. Б. Кафенгаузом программу экономического возрождения России в случае падения Советской власти. Она предполагала восстановление частного предпринимательства, постепенную денационализацию и демонополизацию промышленности, внедрение рыночных отношений, развитие фермерского хозяйства, привлечение иностранного капитала под контролем государства, увеличение экспорта готовых продуктов при сокращении вывоза сырья и тому подобное.
Написал для сборника «Освальд Шпенглер и закат Европы» статью «Непреодолённый рационализм». Единственный из авторов этого сборника, не высланный в 1922 году, трое других — Н. А. Бердяев, Ф. А. Степун, С. Л. Франк были высланы за границу. Участвовал в деятельности «Вольной академии духовной культуры», возглавлявшейся Н. А. Бердяевым, был членом её Совета.
По сведениям ОГПУ в начале 1922 года участвовал в нелегальных собраниях в доме Н. Н. Авинова, где прочли доклады С. Л. Франк и Л. Н. Литошенко, (доклад И. А. Ильина планировался). Сотрудник ОГПУ И. Решетов сообщал: «Все собравшиеся кадеты группируются вокруг Франко (sic), Авинова и Букшпана». По сообщению Решетова на выступление Ильина после доклада Франка "Букшпан и Френкель прямо заявили, что они монархисты. С ними вполне солидарен профессор Кафенгауз». Букшпан вместе с Франком входит в члены Правления издательства «Берег», которое хоть по заявлению руководителя Госиздата Лебедева-Полянского и «одно из самых лояльных», Но, как считало ОГПУ, на самом деле в своей программе планирует издание книг «известной компании, когда-то в годы реакции нашумевшей выпуском известного сборника „Вехи“». Именно издательство «Берег» выпустило сборник «Освальд Шпенглер и закат Европы».
Играл ключевую роль в восстановившемся на короткое время (в частности, 22.04.1922) Вольном экономическом обществе (ВЭО). ОГПУ считало, что «В.Э.О. является одним из опорных пунктов борьбы антисоветской интеллигенции против рабочей власти».
В 1920—1922 годах был научным сотрудником «Комиссии по исследованию и использованию опыта мировой и гражданской войны». В начале 1926 года выступил с докладом на пленуме промышленно-экономического совета ВСНХ СССР (в числе других участников пленума был Н. Д. Кондратьев, подводил итог дискуссии Л. Д. Троцкий). В 1922 году как основное место работы указывал — профессор Института имени Карла Маркса.
Арестован 16 августа 1930 года по делу «Трудовой крестьянской партии». Приговорён к 3 годам исправительно-трудовых лагерей Коллегией ОГПУ 30 мая 1931 года, обвинение по статье 58 п. п. 4, 7, 11. Постановлением Коллегии ОГПУ от 2 июля 1932 года досрочно освобожден и ему разрешено свободное проживание на территории СССР.
Заведовал кафедрой экономики промышленности Академии пищевой промышленности имени Сталина, профессор.
Вновь арестован 15 сентября 1938 года. По обвинению в участии в контрреволюционной организации и шпионаже приговорён к расстрелу 13 апреля 1939 года. Расстрелян 14 апреля 1939 года. Место захоронения — Московская область, Коммунарка.
Реабилитирован 28 марта 1956 года Верховным судом СССР.

## Семья
- Жена — Сара Гиреевна Букшпан, урождённая Ахмерова (23.1.1889, Казань — 1952). Её мать Хадича Алкина, единокровная сестра депутата Первой Государственной Думы С. Ш. Алкина. Окончила Казанскую Мариинскую женскую гимназию с золотой медалью[3], затем Бестужевские курсы. В 1913—1916 годах преподавала римское право на юридическом отделении Бестужевских курсов[15]. Жила в Москве[16]. Перешла в католичество, позднее вступила в Третий орден Св. Доминика. Принимала участие в тайных богослужениях, проводимых о. Сергием Соловьевым на квартирах прихожан. В феврале 1931 — привлекалась к следствию по делу русских католиков (дело «Соловьев и др.»), но не была осуждена[17]. Во время войны в эвакуации в Казани, в 1944 году библиотекарь отдела обслуживания библиотеки Казанского университета[16].
  - Дочь — Зоя (Заира) Букшпан (Школьникова) (1915—1988) замужем за Борисом (Бернгардом) Школьниковым[18]. В 1932[19] — приняла католичество, с 1933 — участвовала во встречах с А. И. Абрикосовой на квартире Камиллы Крушельницкой. В 1933 — привлекалась к следствию по групповому делу русских католиков, освобождена под подписку о неразглашении[6].
  - Дочь — Татьяна Букшпан (Шамбурова)[18]
  - Сын — Павел Яковлевич Букшпан[7], (?—до 1993[20]) историк и теоретик музейного дела, кандидат исторических наук (1963)[1].
  - Дочь — Мария Яковлевна Букшпан (Ралко) (1923—2004), замужем за Василием Ралко[7][21]

## Адреса
- 1922 — Москва, Пречистенский бульвар, 29, кв. 33[10].
- 1938 — Москва, ул. Метростроевская, д. 44/1, кв. 2[22].

## Произведения
- Исследования по мелкой промышленности (1914)
- Мировая дороговизна. Пг., 1915
- Проблемы чайной монополии и мировой чайный рынок. Пг., 1915.
- Соль. Месторождение, добыча, перевозка и цены. Пг.: Екатерининская типография, 1916. ‒ С. 7.
- «О ремесленной промышленности» (рукопись, 1916 г.),
- Букшпан Я. М., Кафенгауз Л. Б. Россия после большевистского эксперимента (программа экономического возрождения России) // Кафенгауз Л. Б. Эволюция промышленного производства России — М.: Эпифания, 1994. — С. 654—669.
- «О делах татарских» (рукопись, 1921 г.)
- Непреодолённый рационализм — статья из сборника «Оскар Шпенглер и закат Европы».
- «Производительные силы и финансы» (рукопись, 1922 г.)
- Военно-хозяйственная политика: Формы и органы регулирования народного хозяйства за время мировой войны 1914—1918 гг. / РАНИОН ин-т экономики — М.-Л.: Госиздат, 1929. — 541 с.

## Рекомендуемые источники
- Архангельская И. Д., Букшпан П. Я. Исторический музей: люди и судьбы: Профессора-экономисты И. Х. Озеров и Я. М. Букшпан // Забелинские научные чтения. Вып. 87. М., 1995.
- Букшпан П. Я. Яков Михайлович Букшпан. // Из истории экономической мысли и народного хозяйства России : вып. 1 в 2 ч. / Ин-т экономики РАН, Волгоград. гос. ун-т. — М. : 1993, С. 271—294
- Букшпан П. Я. Я. Букшпан и его современники о 1920-х годах (философия, история, политика в жизни и трудах экономиста 1920-х гг.). // Из истории экономической мысли и народного хозяйства России, Том 3. Ин-т экономики РАН, Волгоградский гос. университет, 1993 С. 156—171.

### Архивы
Российский государственный архив экономики. Фонды личного происхождения, ф. 9598. Коллекция документов экономистов и деятелей статистики, дело № 26, Воспоминания Павла Яковлевича Букшпана, сына Я. М. Букшпана, об отце («Биографический очерк», «Литературное и научное наследие»: статьи Я. М. Букшпана — «О ремесленной промышленности» (1916 г.), «О делах татарских» (1921 г.), «Производительные силы и финансы» (1922 г.); выписки из других статей Я. М. Букшпана, списки и титульные листы его работ за 1914—1929 гг., приложения, комментарии). Машинописи, копии